# Gmina Allerød
Gmina Allerød (duń. Allerød Kommune) jest jedną z gmin w Danii w regionie Region Stołeczny (uprzednio w okręgu Frederiksborg Amt). 
Siedzibą władz gminy jest Lillerød. 
Gmina Allerød została utworzona 1 kwietnia 1970 na mocy reformy podziału administracyjnego Danii, jej status został potwierdzony po kolejnej reformie w roku 2007.

## Dane liczbowe
- Liczba ludności: (♀ 11 568 + ♂ 11 890) = 23 458
  - wiek 0-6: 10,3%
  - wiek 7-16: 15,6%
  - wiek 17-66: 63,5%
  - wiek 67+: 10,6%
- zagęszczenie ludności: 350,1 osób/km² (2004)
- bezrobocie: 2,5% osób w wieku 17-66 lat
- cudzoziemcy z UE, Skandynawii i USA: 145 na 10.000 osób
- cudzoziemcy z krajów Trzeciego Świata: 204 na 10.000 osób
- liczba szkół podstawowych: 6 (liczba klas: 167)